# Budweiser (Anheuser-Busch)
Budweiser – amerykańskie piwo przy produkcji którego jęczmień został częściowo zastąpiony ryżem. Jest to jedno z najpopularniejszych piw koncernu Anheuser-Busch. Wyrób dosyć popularny również w Wielkiej Brytanii, Irlandii, Włoszech i Meksyku.
Często mylony z czeskim piwem Budweiser Budvar.